# Erysimum kuemmerlei
Erysimum kuemmerlei är en korsblommig växtart som beskrevs av Jáv. Erysimum kuemmerlei ingår i släktet kårlar, och familjen korsblommiga växter. Inga underarter finns listade i Catalogue of Life.